# Rudymar Flemingová
Rudymar Flemingová Pernilová (* 26. října 1980) je bývalá venezuelská zápasnice – judistka.

## Sportovní kariéra
S judem začínala v Ciudad Guayana ve státě Bolívar v klubu Sidor pod vedením Pabla Barriose. Od roku 2001 se vrcholově připravovala ve sportovním tréninkovém centru (CAR) "Josého Antonia Anzoátegui" ve venezuelské Barceloně.
Ve venezulské ženské reprezentaci se pohybovala od roku 1998 v polostřední váze do 63 kg. Potom co se nekvalifikovala na olympijské hry v Sydney v roce 2000 přestoupila do nižší lehké váhy do 57 kg. V roce 2004 se kvalifikovala na olympijské hry v Athénách, kde vypadla v úvodním kole s Japonkou Kie Kusakabeovou na ippon technikou ippon-seoi-nage. Od roku 2005 se ve venezuelském reprezentačním výběru neprosazovala.

## Výsledky
| Turnaj                  | 1998        | 1999        | 2000        | 2001       | 2002       | 2003       | 2004       |
| Turnaj                  | 18          | 19          | 20          | 21         | 22         | 23         | 24         |
| Turnaj                  | polostřední | polostřední | polostřední | lehká váha | lehká váha | lehká váha | lehká váha |
| ----------------------- | ----------- | ----------- | ----------- | ---------- | ---------- | ---------- | ---------- |
| Olympijské hry          |             |             | —           |            |            |            | úč.        |
| Mistrovství světa       |             | úč.         |             | —          |            | úč.        |            |
| Panamerické hry         |             | ?           |             |            |            | 2.         |            |
| Panamerické mistrovství | 5.          | 3.          | 5.          | 5.         | ?          | —          | 5.         |
| Jihoamerické hry        | ?           |             |             |            | —          |            |            |
| Středoamerické a k. hry | —           |             |             |            | 1.         |            |            |
| Bolívarské hry          |             |             |             | 1.         |            |            |            |
| MS juniorů              | úč.         |             |             |            |            |            |            |